# Fritz Ahlberg
Fritz Harald Ahlberg, född den 26 juni 1886 i Stockholm, död där den 7 maj 1957, var en svensk violinist och konsertmästare.

## Biografi
Ahlberg studerade vid Kungliga musikkonservatoriet, bland andra för Fridolf Book 1899–1904 och blev därefter elev för Henri Marteau i Genève, Gustave Rémy i Paris och Leopold von Auer i Sankt Petersburg. Han var lärare vid Kejserliga musikkonservatoriet i Riga 1913–1916, spelade förstaviolinstämman i Kungliga hovkapellet 1916–1920 och övergick därefter till Stockholms konsertförening, där han blev kvar fram till 1950. Ahlberg var i många år även engagerad av Radiotjänst.
Han grundade Stockholms privata musikkonservatorium. Han invaldes som associé nr 192 i Kungliga Musikaliska Akademien den 24 februari 1949.
Ahlberg gifte sig 1920 med Valborg Margareta Hellström.